# Энгер, Анне

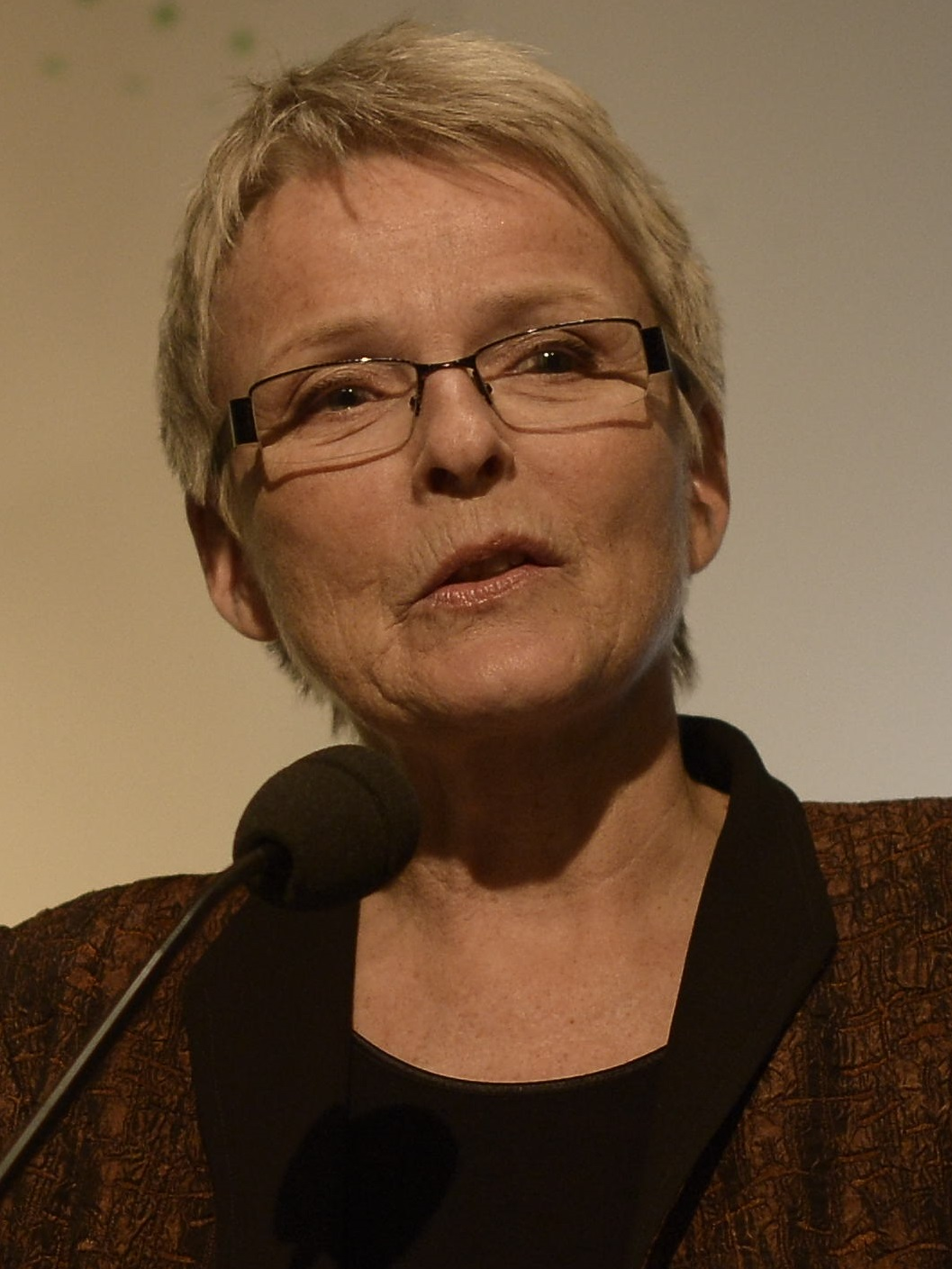
Анне Энгер

Анне Энгер (в замужестве - Ланстейн) (норв. Anne Enger Lahnstein; 9 декабря 1949, Трёгстад) — норвежский государственно-политический деятель, педагог.

## Биография
Выросла на ферме в Трёгстаде. Получила образование медсестры и социального работника в Осло (1975).
С 1978 по 1979 г. работала в Секретариате Народного действий за свободный аборт. Вступила в Центристскую партию.
С 1983 года — заместитель председателя, в 1991—1999 гг. — председатель Партии Центра Норвегии.
Член парламента страны с 1985 года.
В 1997—2000 гг. — министр культуры в правительстве премьер-министра Норвегии Х. М. Бунневика. Заместитель премьер-министра.
С 31 августа по 24 сентября 1998 года в связи с болезнью Х. М. Бунневика, исполняла обязанности Премьер-министра Норвегии.
В октябре 1999 года вышла из правительства и вскоре объявила, что об отказе от переизбрания в парламент.
Евроскептик. Активист движения противников присоединения Норвегии к Европейскому союзу. Участник акций в пользу разрешения абортов.
Осенью 2001 года назначена Генеральным секретарём компании Life Company.